# 藤森神社

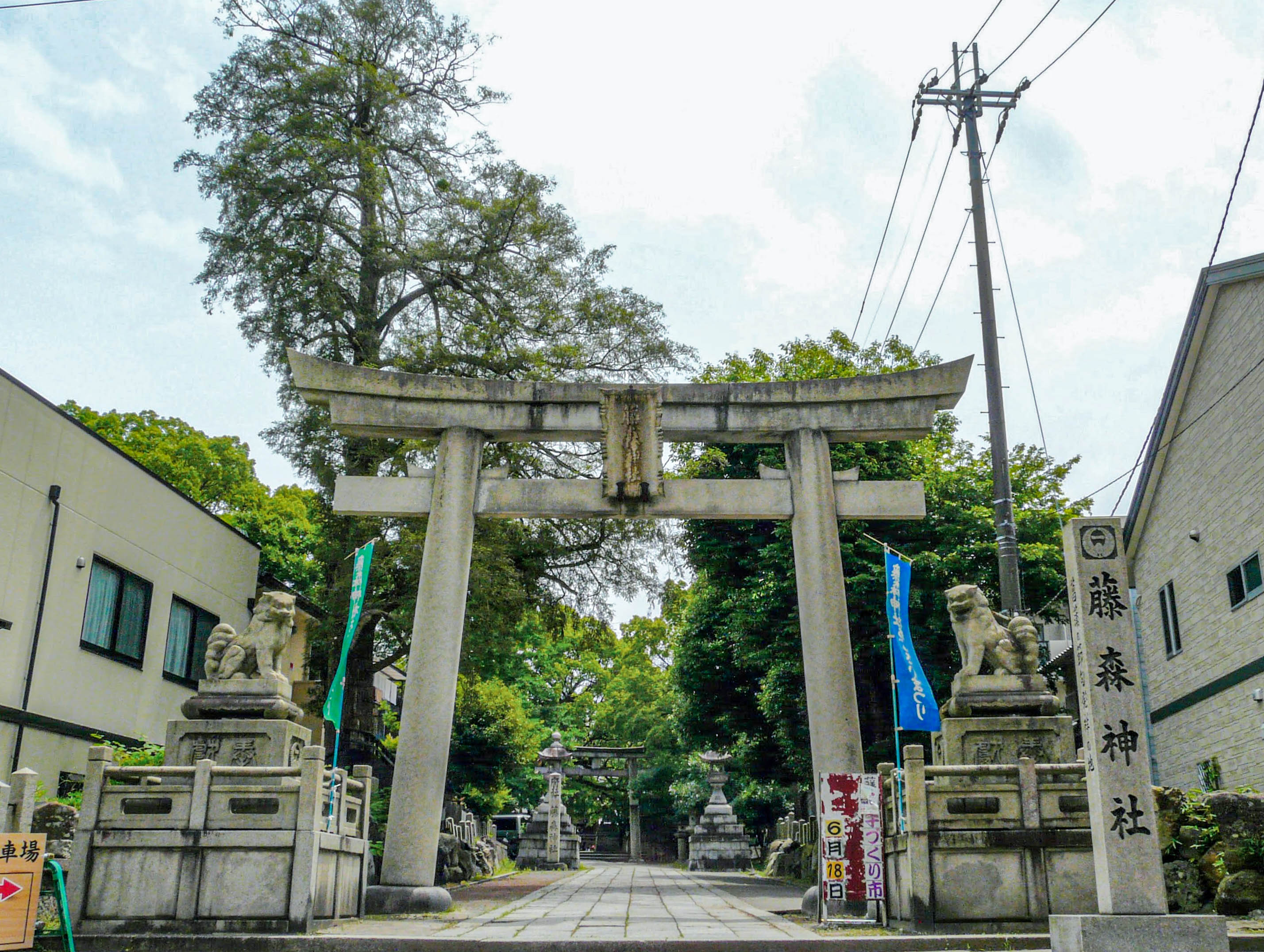
西門参道

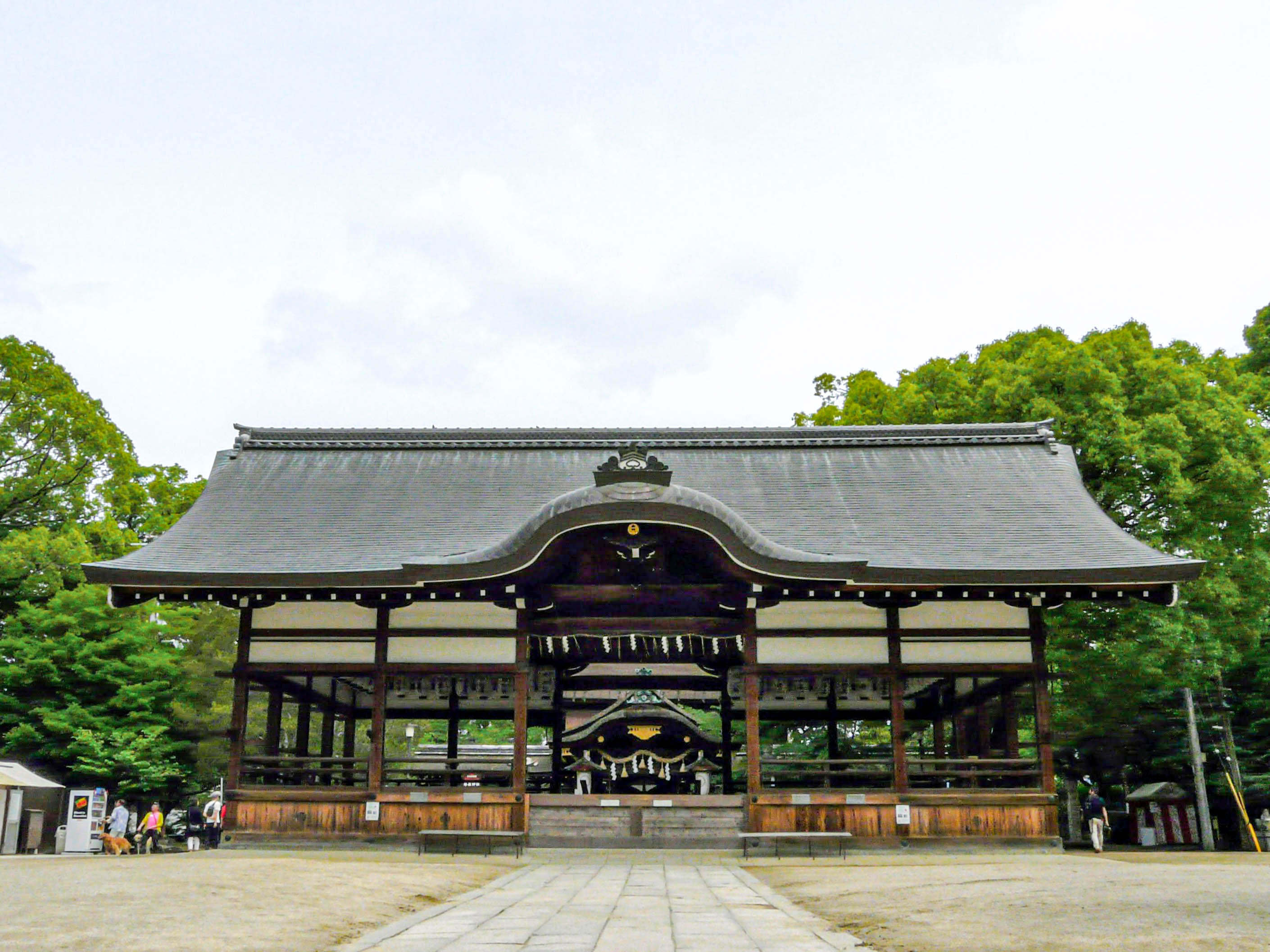
拝殿

藤森神社（ふじのもりじんじゃ）は、京都市伏見区深草にある神社。旧社格は府社。伏見区の深草地区、東山区の本町・福稲地区の産土神である。
5月5日に行われる駈馬神事や、菖蒲の節句の発祥地として知られる。6月から7月にかけて紫陽花苑が公開され、3,500株にもおよぶ紫陽花が見もの。

## 祭神
- 本殿（本殿中座） - 素盞嗚命、別雷命、日本武命、応神天皇、神功皇后、武内宿禰、仁徳天皇
- 東殿（本殿東座） - 天武天皇、崇道尽敬皇帝（舎人親王）
- 西殿（本殿西座） - 崇道天皇（早良親王）、伊予親王、井上内親王

本殿の祭神は神功皇后による三韓征伐にまつわる神、東殿に周辺地域一帯の「地主神」と考えられる神、西殿に怨霊や厄神を宥めるための御霊神が祭られている。

## 歴史
創建年代や祭神には諸説ある。社伝では、神功皇后摂政3年（203年）、三韓征伐から凱旋した神功皇后が、山城国深草の里の藤森に纛旗（とうき = いくさ旗）を立て、兵具を納め、塚を作り、祭祀を行ったのが当社の発祥であるとしている。当初の祭神は、本殿中央に祀られる7柱で、本殿の東には纛旗を立てたといわれる旗塚がある。
本殿は正徳2年（1712年）に中御門天皇より下賜された宮中賢所（内侍所）であり、現存する賢所としては最も古く、東殿・中央・西殿の三座から成る。
本殿中央には、元からこの地に祀られていた三韓征伐にまつわる7柱を祭る。
東殿は、天平宝字3年（759年）に藤尾（京都市伏見区深草藪之内町・稲荷山の麓）の地に崇道尽敬皇帝（舎人親王）を祀る神社として創建されたもので、元は藤尾社と称していた。永享10年（1438年）に後花園天皇の勅により、室町幕府第6代将軍足利義教が稲荷山の山頂にあった稲荷神の社を麓の藤尾に遷座（現 伏見稲荷大社）した。そしてその地にあった藤尾社を藤森に遷座させて本殿の東殿として祀ったといわれている。そのため、伏見稲荷大社周辺の住民は現在でも当社の氏子となっている。その際、元々当地藤森にあった真幡寸神社は現在地に遷座（現 城南宮）させたという。
西殿は、延暦19年（800年）に早良親王を祀る神社として塚本（京都市東山区本町16丁目 現在の東福寺近辺）の地に創建され、文明2年（1470年）に当社に合祀された。そのため、東福寺周辺の住民は現在でも当社の氏子となっている。早良親王は生前当社を崇敬していた。陸奥国で反乱が起こったとき、早良親王は征討将軍となり当社に詣でて戦勝を祈願した。その出陣の日が5月5日で、これが現在の駆馬神事の元である。また、延暦4年（785年）の藤原種継暗殺事件に連座し、廃太子され絶食して命を絶った早良親王を祀った事により、当社は藤森天王社ともいわれて御霊信仰の要素も併せ持つようになった。
吉田兼倶の「藤森社縁起」、あるいは『拾遺都名所図会』巻五等によると、光仁天皇の天応元年（781年)、に異国の蒙古が日本へ攻め寄せ、早良親王が大将軍となり率いた軍勢がこれを退けたが、その際に当社に祈願したことより当社に弓兵政所の異名がつき、また境内にある蒙古塚は、この時の蒙古軍の大将の首を埋めたものと伝わる。
本殿の左右後方にそれぞれ末社の八幡宮と大将軍社の社殿があるが、永享10年（1438年）の建築当時は本殿と並んで一列に建っていたと見られている。
中央が土間となっていて通り抜け可能な「割拝殿」のそばに「むらさきの 雲とぞよそに 見えつるは 木高き藤の 森にぞありける」という待宵の小侍従作の歌碑があり、かつては藤の叢林があったと思われる。
南と西の参道入口の両側にある石垣は、伏見城取り壊しの際に城壁の一部を奉納されたもので、伏見城城壁建造時に刻まれた大名のしるしが確認できる。

## 特色
駆馬や菖蒲からの尚武・勝負の連想、武神が多く祀られていること、また明治時代から第二次世界大戦終了まで周辺が軍用地であったことから、馬と武運の神社として信仰を集めた。現在は馬と勝負事の神社として知られ、競馬関係者・ファンの信仰を集めており、競走馬の絵馬が多数奉納されている。また舎人親王を祀ることから学問、特に受験での勝運をもたらす神社とされる。神社の森は東隣にある京都教育大学の豊かな樹木群に連なっており、一体化した森のようになっている。
藤森神社の氏子の居住範囲は藤森神社周辺（宮本下ノ郷）から鴨川の東側を北へ、伏見稲荷大社周辺（深草郷）、東福寺周辺（東福寺上ノ郷）を含みJR琵琶湖線近くまで広がっている。このため伏見稲荷大社の氏子が多く居住するのは本体の稲荷社の周辺ではなく鴨川より西の京都駅の南北の区域となっており、この点に関して「もともと藤森神社があった土地に後から伏見稲荷が来た」という内容の説が多数残っており、上記神輿の伏見稲荷境内への巡幸もこの説を根拠の一つとなっている。

## 境内

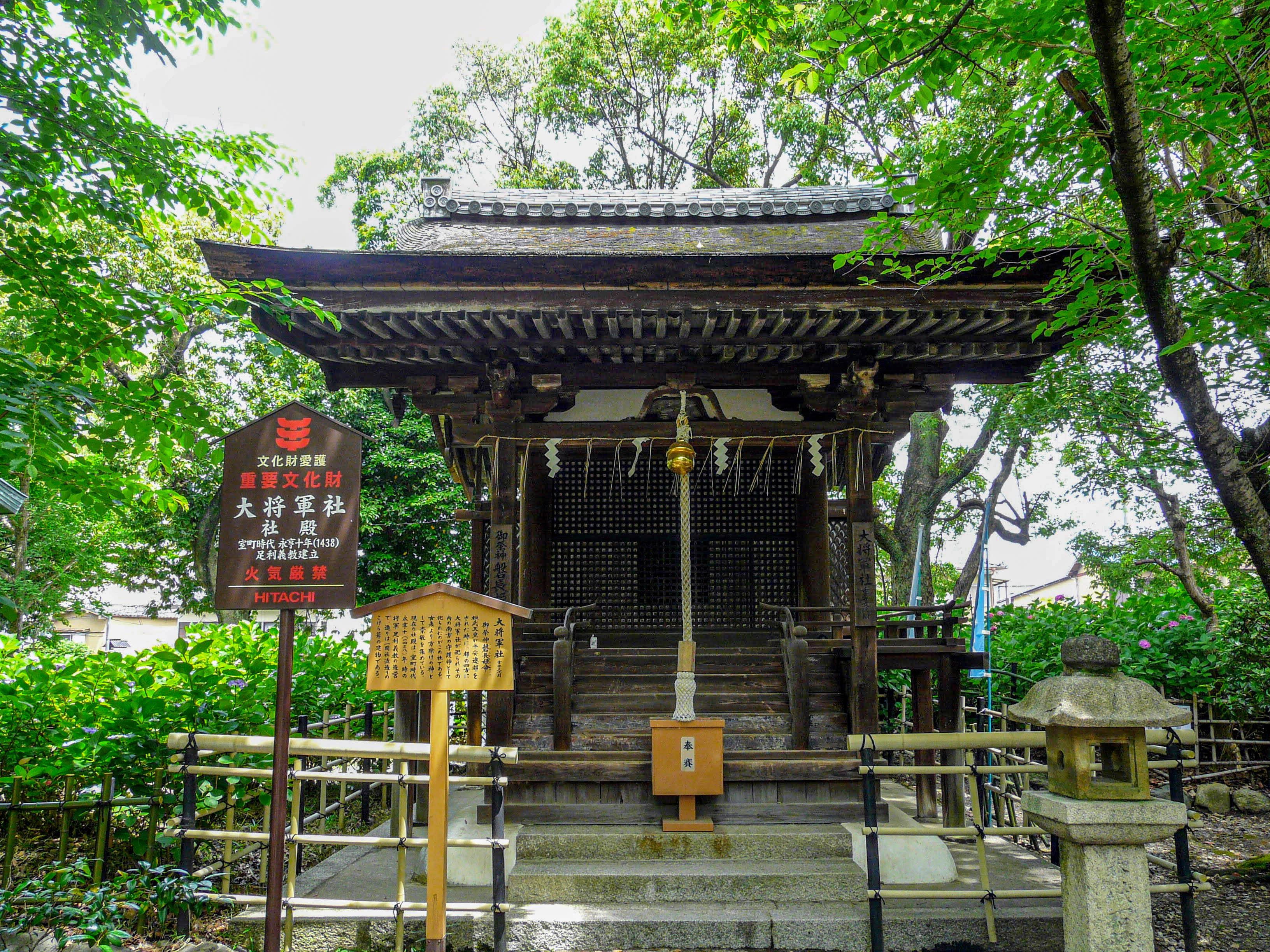
境内社大将軍社社殿（国の重要文化財）

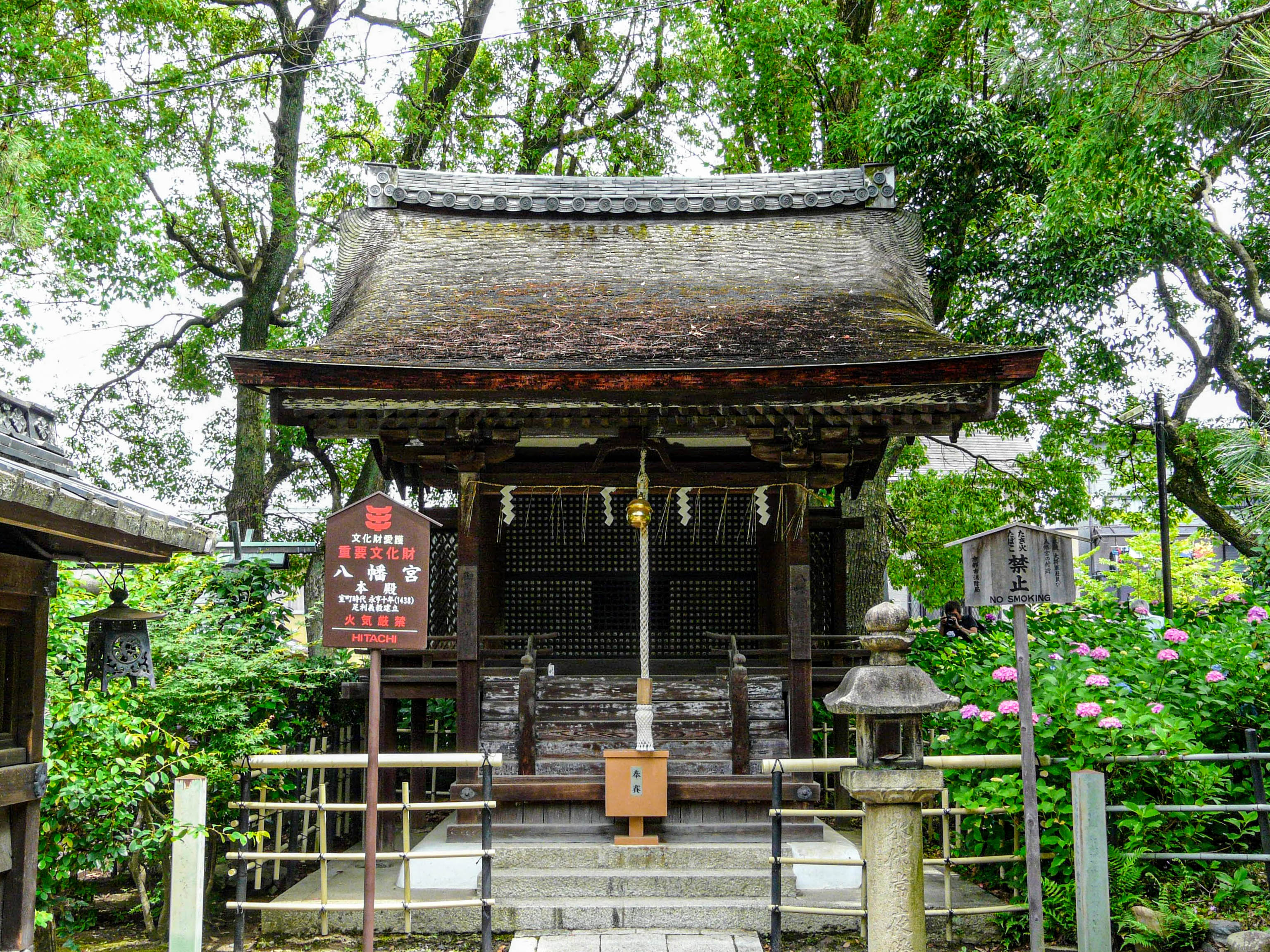
境内社八幡宮本殿（国の重要文化財）

- 本殿（京都市指定有形文化財） - 宝暦5年（1755年）に皇居内侍所仮殿として造営。棟札から明和4年（1767年）に移建と推測される[9]。中御門天皇より下賜された御所の賢所（内侍所）で、現存する賢所では最古のものである。
- 拝所（京都市指定有形文化財）
- 拝殿（割拝殿）
- 天満宮社
- 境内社大将軍社社殿（国の重要文化財） - 永享10年（1438年）に足利義教が造営したものという。
- 七宮社 - 蔵王社、広田社、諏訪社、厳島社、住吉社、熊野社、天満社
- 祖霊社 - 当社に功労・功績があった者を祀る[10]。
- 境内社八幡宮本殿（国の重要文化財） - 永享10年（1438年）に足利義教が造営したものという。
- 第二紫陽花苑
- 神鎧像
- 御旗塚 - 神功皇后が「いくさ旗（纛旗）」を立てた場所。当社発祥の地。側方のいちいの木（切り株）は、「いちのきさん」とよばれ、参拝すると腰痛が治るとされ、幕末に近藤勇が参拝したと伝わる[10]。
- 藤森七福神像
- 不二の水
- 藤森稲荷社
- 神楽殿
- 社務所
- 斎館
- 参集殿
- 宝物殿
- 絵馬舎 - 元拝殿。
- 第一紫陽花苑
- 蒙古塚 - かつて7個の塚があり、七ツ塚と呼ばれていた。蒙古将兵と戦利品の兵器を収めたとされる[10]。

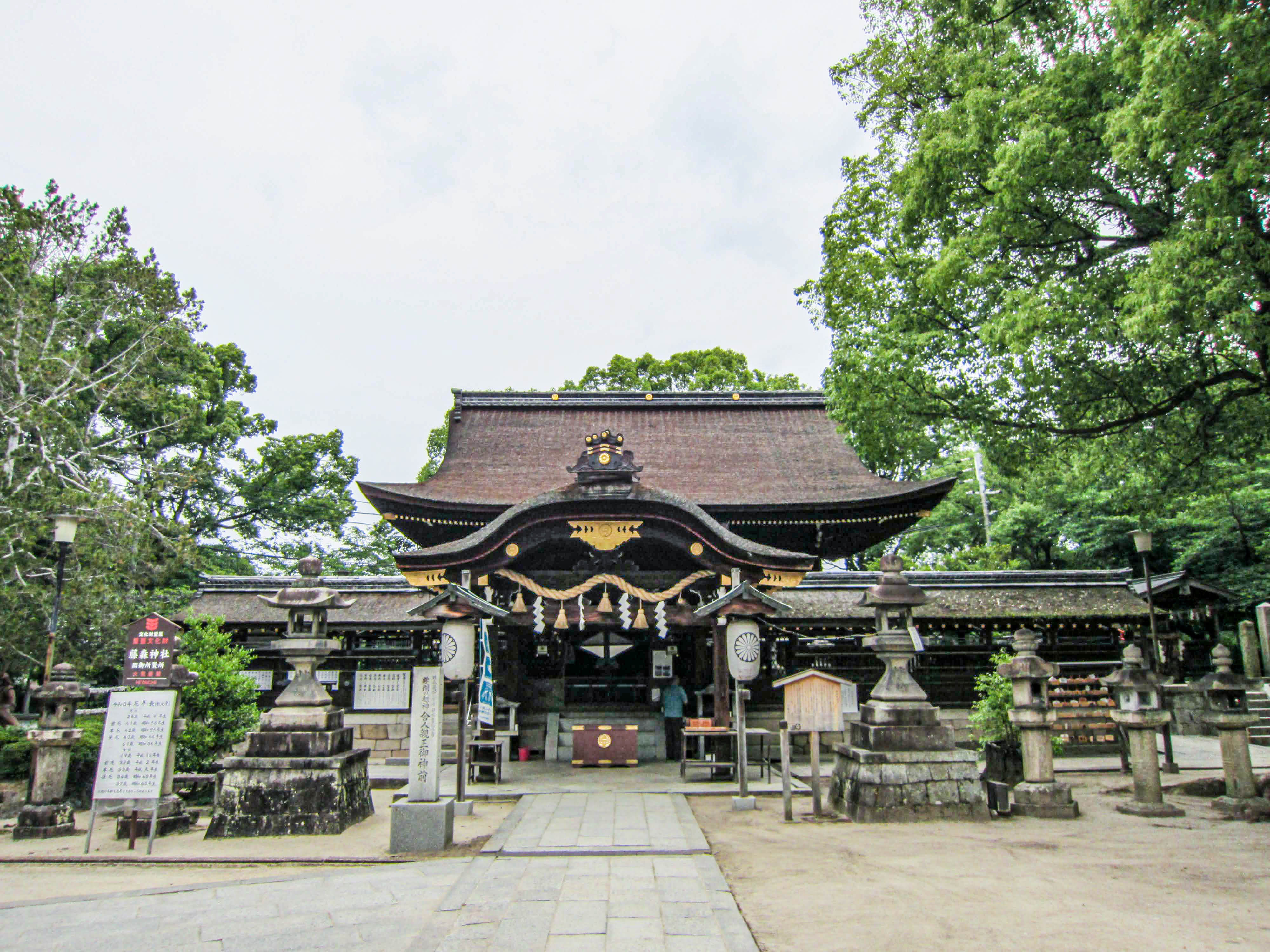
本殿
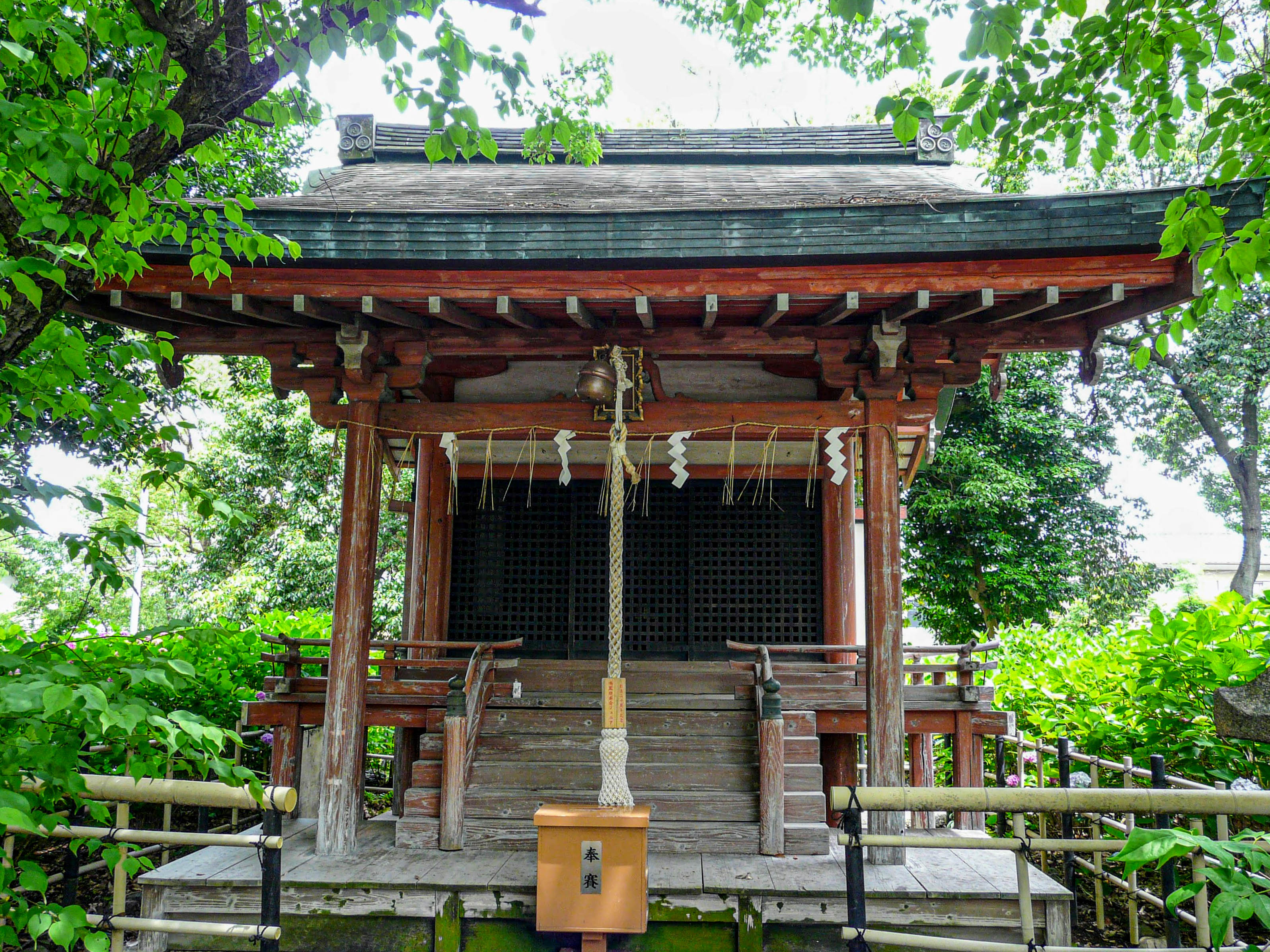
天満宮社
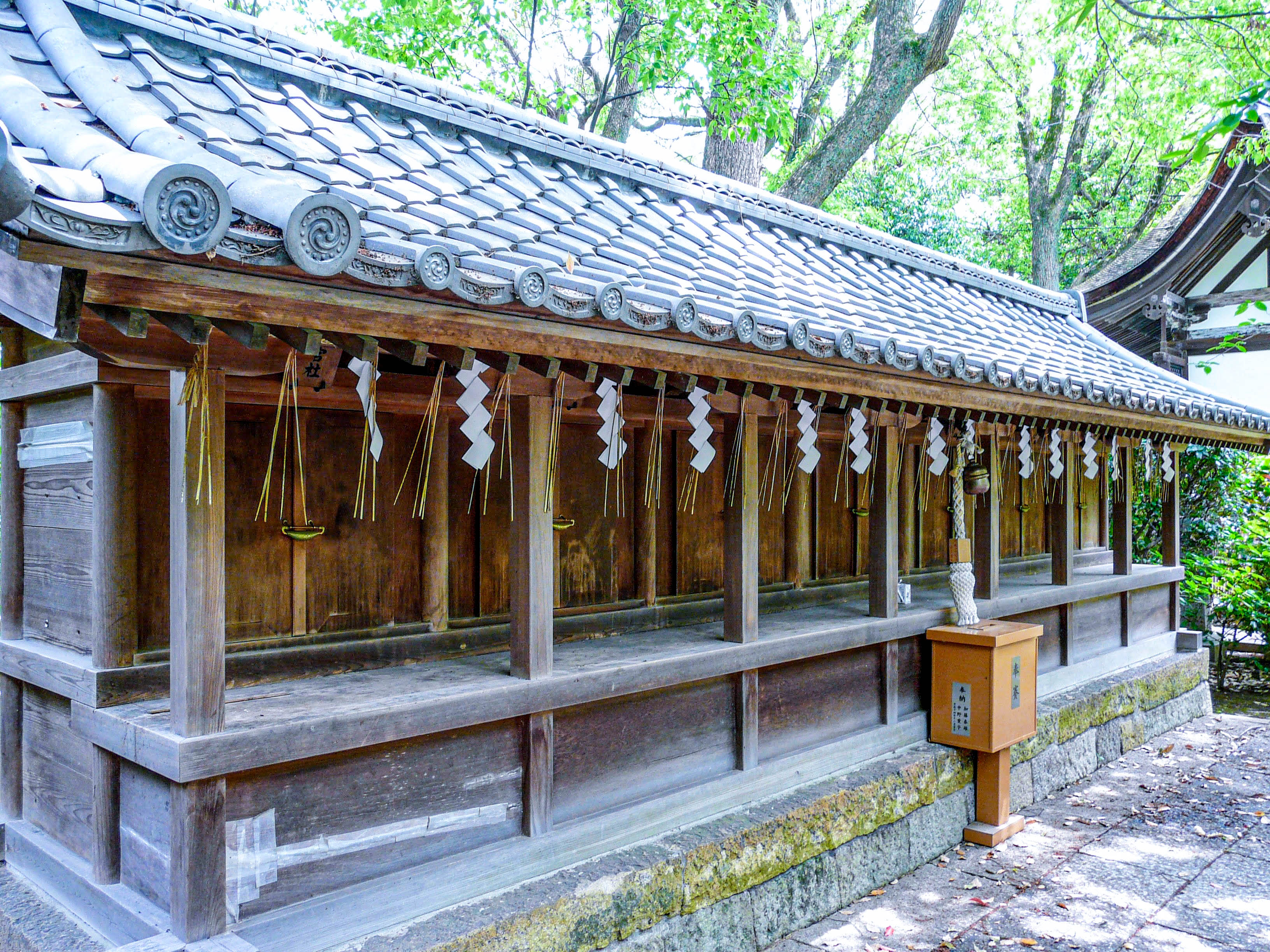
七宮社
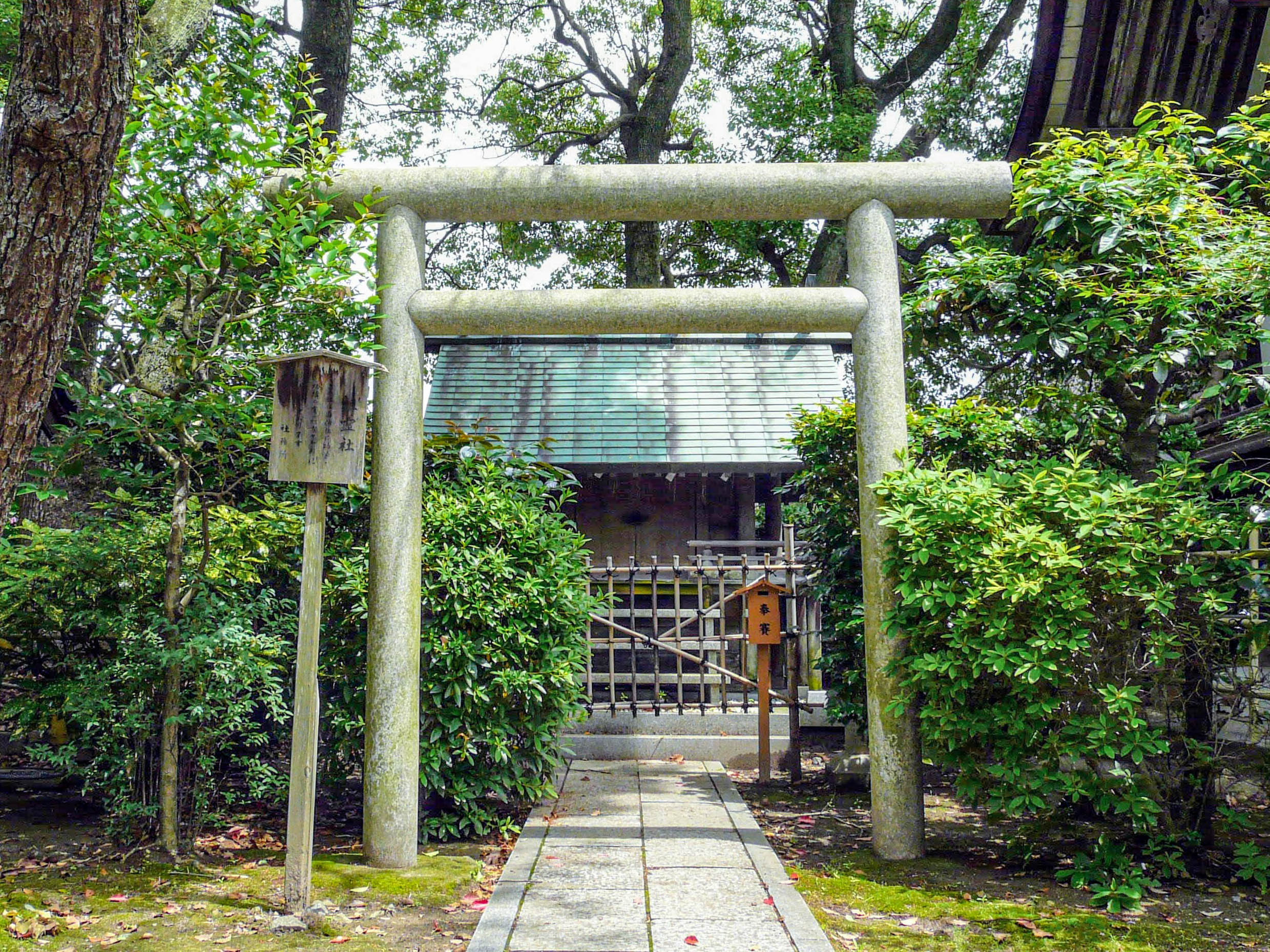
祖霊社
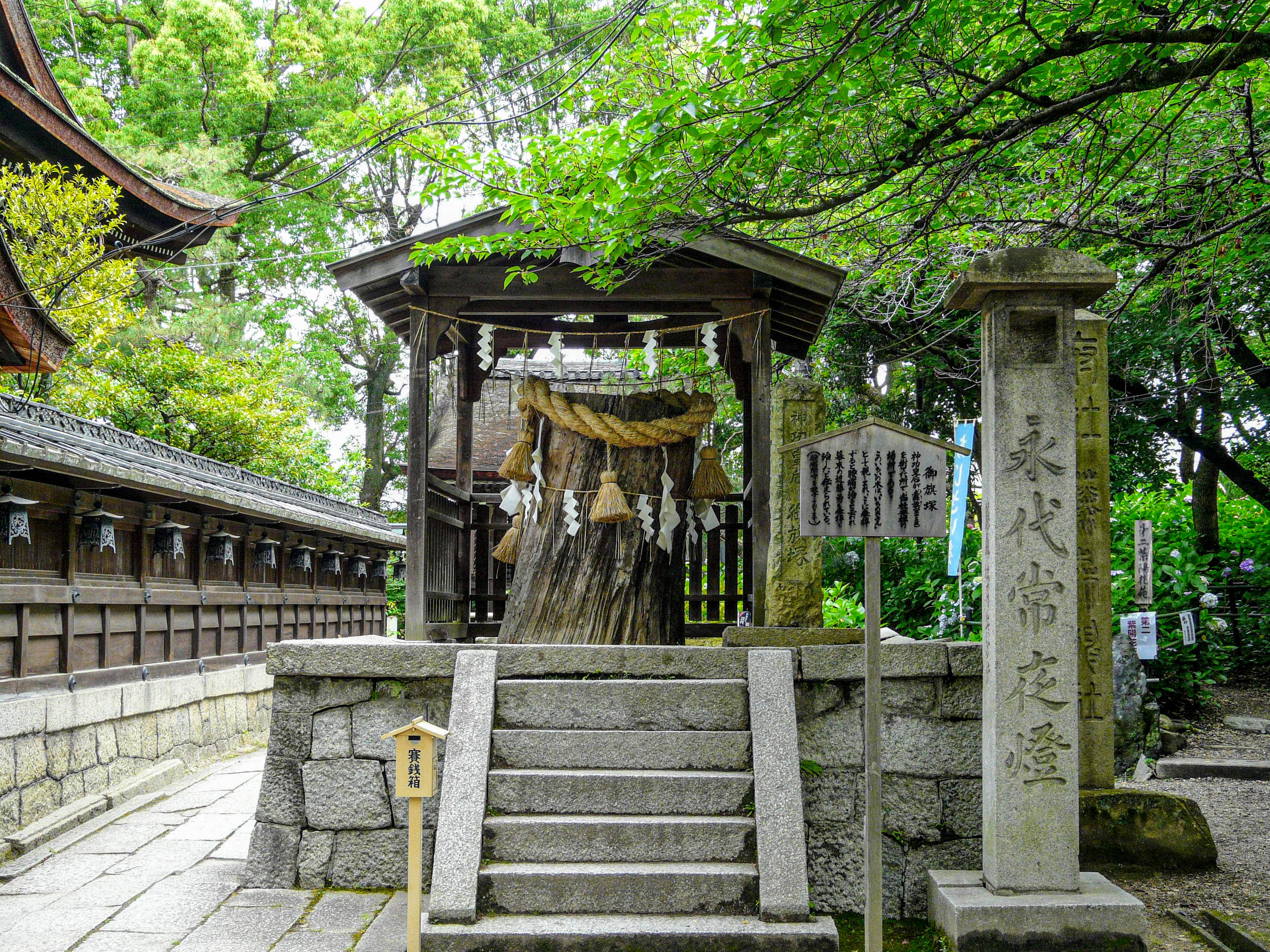
旗塚といちいの木
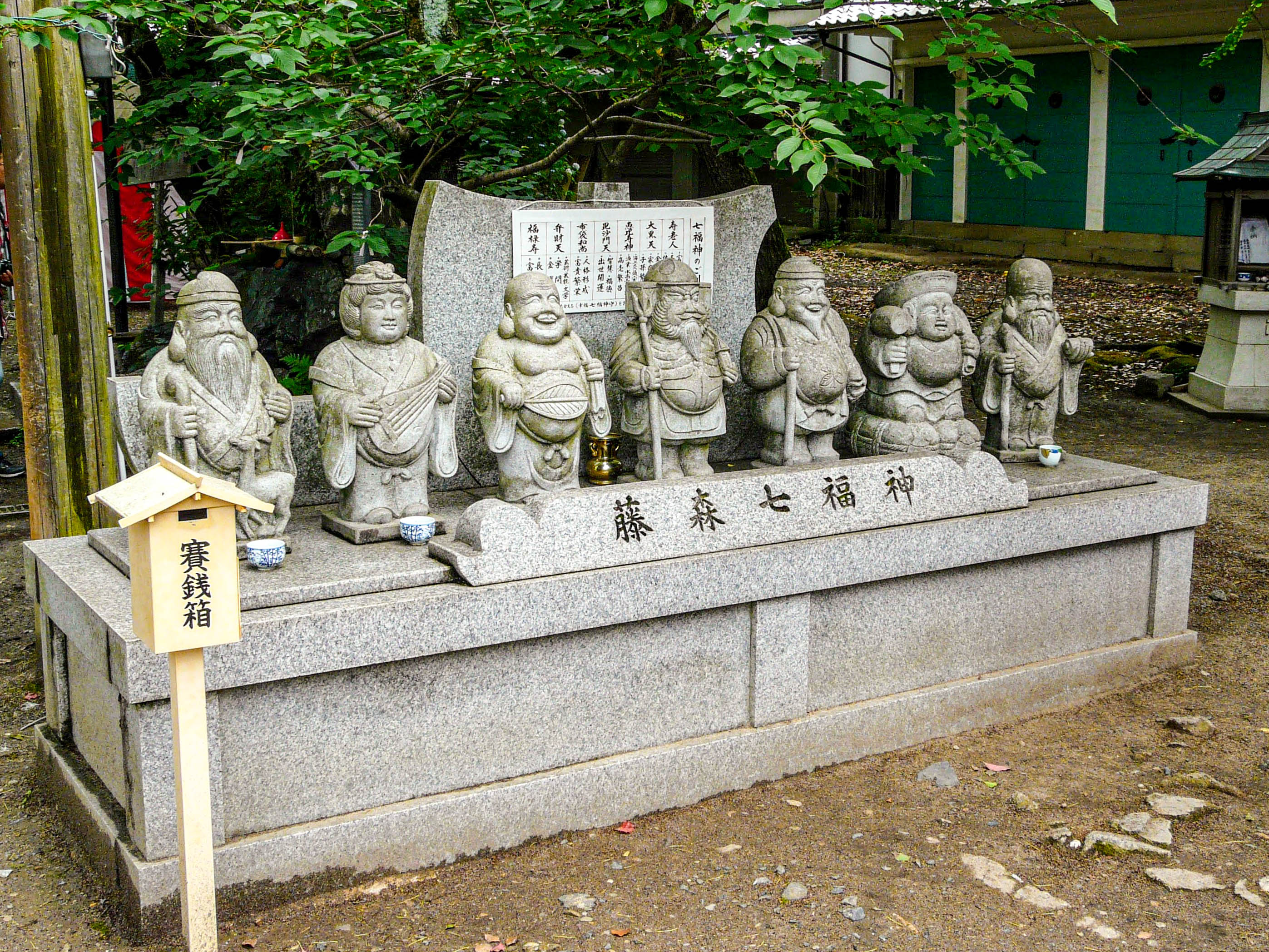
七福神
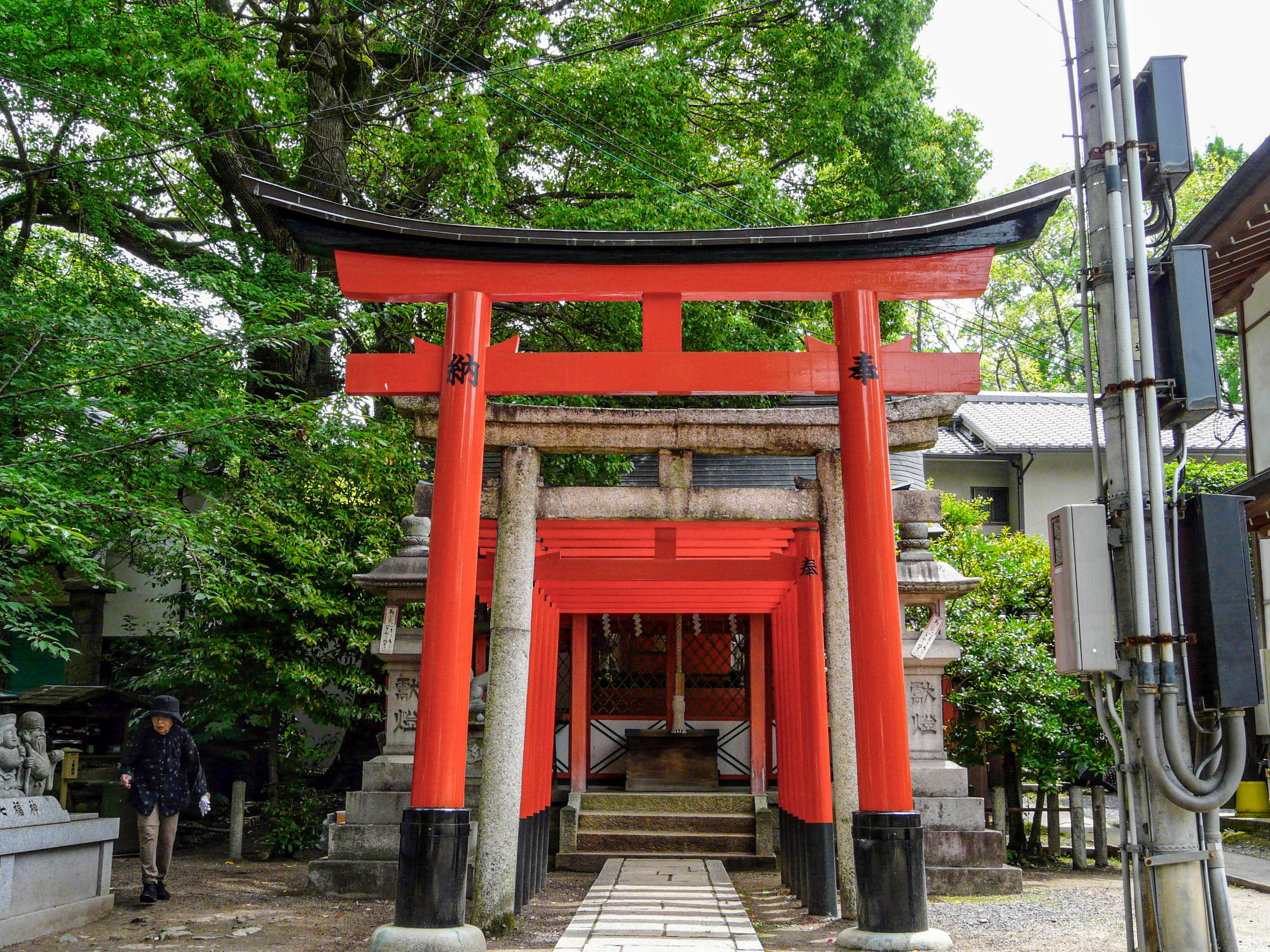
藤森稲荷社
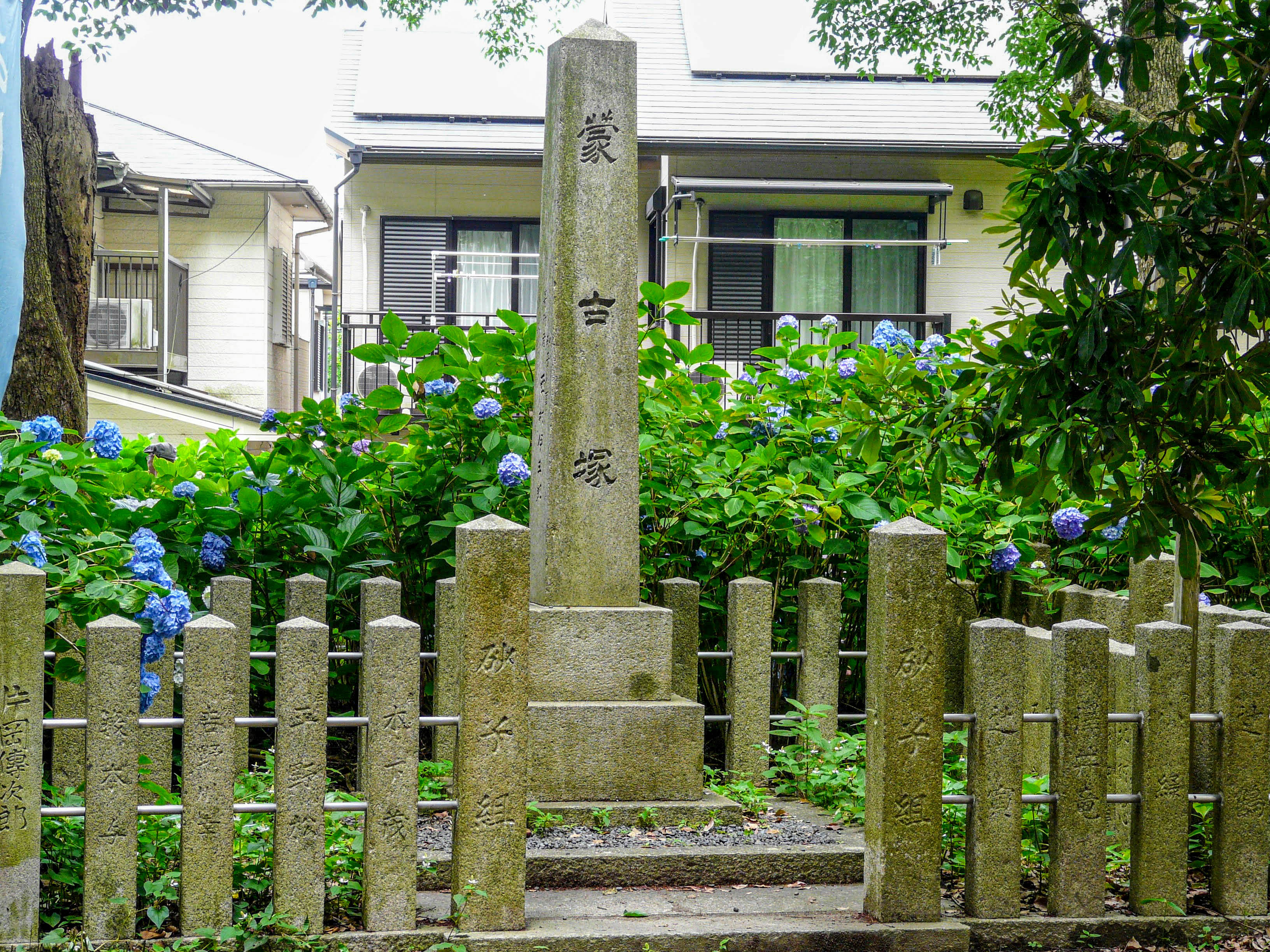
蒙古塚

## 文化財

### 国の重要文化財
- 藤森神社境内社八幡宮本殿 - 1906年4月14日指定[11]。
- 藤森神社境内社大将軍社社殿 - 1906年4月14日指定[12]。
- 木造狛犬 員数：一対 - 1936年5月6日指定[13]。平安時代。京都国立博物館預託[14]。
- 紫絲威鎧 大袖付 附:阿古陀形二十八間筋兜、大立挙臑当残欠 - 1954年3月20日指定[15]。

### 京都市指定有形文化財
- 藤森神社 5棟 - 1984年（昭和59年）6月1日指定[16]。
  - 本殿 附 棟札 2枚（宝暦5年、明和4年：移築）
  - 幣殿
  - 拝所
  - 東西廊（2棟） 附 透塀 1棟

### 京都市決定文化財環境保全地区
- 藤森神社文化財環境保全地区 - 藤森神社境内。1984年（昭和59年）6月1日決定[17]。

## 神事
5月5日に「藤森祭」（別名「深草祭」）が行われる。武者人形を飾る菖蒲の節句の発祥の祭とされている。祭りの模様は『都名所図会』にも見られる。この祭りは鎌倉時代末期の14世紀前半には行われていた記録がある由緒あるもので、当時から武者行列が有名であった。
- 神幸祭（しんこうさい） - 「中座・宮本下ノ郷」「東座・深草郷」「西座・東福寺上ノ郷」の3基の神輿が氏子地区を渡る
- 武者行列 - 「朝渡（あさわたり、早良親王の軍装）」「皇馬（こんま、清和天皇の軍装）」「七福神」「払殿（ほって、神功皇后）」の4種の行列が、3基の神輿とともに氏子地区を巡る。
- 駆馬神事（かけうましんじ） - 乗り手は馬を駆りながらさまざまな技を披露する。現在も残る技には「藤下り」「手綱潜り」「逆立ち」「横乗り」「一字書き」「矢払い」「逆乗り」がある[20]。

なお神輿の巡幸において隣の伏見稲荷大社の境内の表参道にある藤尾社に渡御してここで神事が執り行われるが、理由は藤尾社の位置が藤森神社が現在の地に移る前に鎮座していた場所であったためとされる。　

## 交通
- JR奈良線JR藤森駅、もしくは京阪本線墨染駅から徒歩5分。